# Matthew Krok
Matthew Krok (* 8. März 1982 in Sydney, Australien) ist ein australischer Schauspieler.

## Leben
Matthew Krok stellte von 1991 bis 1994 den Charakter Arthur McArthur  in der australischen Sitcom Hey Dad! dar.
1992 wurde Krok für den Fernsehpreis Logie in der Kategorie Most Popular New Talent nominiert. Zur selben Zeit wirkte Krok an einer Werbekampagne für Toilettenpapier mit.
2001 trat Krok in der Kinderserie Outriders auf.
Nach dem Ende seiner Laufbahn als Schauspieler studierte Krok civil and environmental engineering. Krok trat 2003 eine zweijährige Mission für die Kirche Jesu Christi der Heiligen der Letzten Tage an.

## Filmografie
- 1991: Hey Dad!
- 1992: Eight Ball
- 1997: Paws
- 1997: Joey
- 1998: All Saints
- 2001: Outriders

## Quelle
1. ↑  Ben Wyld, Pearlman, Jonathan:  Hey God, The Sydney Morning Herald

| Personendaten    | Personendaten              |
| ---------------- | -------------------------- |
| NAME             | Krok, Matthew              |
| KURZBESCHREIBUNG | australischer Schauspieler |
| GEBURTSDATUM     | 8. März 1982               |
| GEBURTSORT       | Sydney, Australien         |